# Představují se Itchy, Scratchy a Poochie
Představují se Itchy, Scratchy a Poochie (v anglickém originále The Itchy & Scratchy & Poochie Show) je 14. díl 8. řady (celkem 167.) amerického animovaného seriálu Simpsonovi. Scénář napsal David S. Cohen a díl režíroval Steven Dean Moore. V USA měl premiéru dne 9. února 1997 na stanici Fox Broadcasting Company a v Česku byl poprvé vysílán 23. února 1999 na stanici ČT1.

## Děj
Šáša Krusty vyhrožuje, že přestane vysílat pořad The Itchy & Scratchy Show, protože kvůli kreslenému seriálu klesá sledovanost jeho pořadu. Producent kreslených seriálů Roger Meyers svolá cílovou skupinu, aby zjistil, proč Itchy & Scratchy Show ztratila na atraktivitě. Líza v této skupině vysvětluje, že postavičky po dlouhé době vysílání ztratily na diváky svůj vliv. 
Meyers se rozhodne, že kreslený seriál potřebuje novou postavičku: Poochieho, psa „s postojem“, který surfuje, rapuje a hraje na elektrickou kytaru. Na Bartův a Lízin návrh se Homer zúčastní konkurzu na hlas Poochieho a roli získá. V rámci propagace Poochieho se spolu s dabérkou June Bellamyovou (hlas Itchyho a Scratchyho) vydávají na několik reklamních zastávek, kde se setkávají se skalními fanoušky seriálu. Homer pozve své přátele a příbuzné, aby se podívali na první Itchy & Scratchy & Poochie Show. Kreslený film je však plný nesmyslných hříček, bez špetky vkusu a charakteristického násilí. Homerovi přátelé, na které maniakální postava Poochieho neudělala dojem, při odchodu mnoho neřeknou. 
Meyers se rozhodne Poochieho zabít, ale Homer se ho rozhodne zachránit. Na dalším natáčení Homer vybočí ze scénáře a prosí diváky, aby dali Poochiemu šanci. Produkční tým pořadu se zdá být Homerovou prosbou dojat. Když se však epizoda odvysílá, Meyers nadaboval Homerův hlas, Poochie je z krátkého filmu nešikovně odstraněn a ručně psaný mezititulek vysvětluje: „Poochie zemřel na cestě zpět na svou domovskou planetu.“. Diváci ve studiu jásají, když Krusty ukáže místopřísežné prohlášení, že se Poochie už nikdy nevrátí. Homer se cítí zrazen, ale přičítá to vrtkavosti showbyznysu. 

## Produkce
Epizodu napsal David X. Cohen a režíroval Steven Dean Moore. Epizoda byla koncipována jako komentář k tomu, jaké to je pracovat na televizním pořadu, který se už dlouho vysílá, ale má se za to, že se blíží jeho konec. Měla ukázat, že Simpsonovi mohou být dobří i po osmi sezónách, i když už nemají takovou „šokující hodnotu“ jako v prvních letech. Před začátkem natáčení osmé sezóny několik vedoucích pracovníků společnosti Fox navrhlo štábu, aby do seriálu přidali novou postavu, která by se Simpsonovými trvale žila, ve snaze seriál osvěžit. Scenáristům připadal tento návrh, který je obvykle považován za projev zoufalství s cílem oživit skomírající seriál, zábavný, a proto se velká část epizody točí kolem tohoto tropu. Souběžně s hlavní zápletkou epizody, kdy je v The Itchy & Scratchy Show představen Poochie, aby se zvýšila sledovanost, vložili scenáristé jako odkaz na návrh vedení jednorázovou postavu Roye, muže ve vysokoškolském věku, který je ukázán, že žije se Simpsonovými, aniž by byla vysvětlena jeho povaha nebo přítomnost. Roy byl původně zamýšlen pro Počin a trest, část Pátého speciálního čarodějnického dílu, kde žil se Simpsonovými v jedné z alternativních realit jako jejich druhý, dospívající syn. Cohenova původní představa o Poochiem byla taková, že bude pro fanoušky nepříjemný, protože je bohatý, odměřený a nesympatický.
Stejně jako v dalších epizodách zaměřených na produkci The Itchy & Scratchy Show, jako je Nastrčená osoba, jsou zde zobrazeni tvůrci pořadu. Téměř všichni jsou založeni na skutečném štábu seriálu Simpsonovi. V první scéně u produkčního stolu je osoba v pravém dolním rohu, která má na sobě tričko s chobotnicí, Cohen. Na levé straně, nejdále od něj, je Bill Oakley a vedle něj Josh Weinstein. Vedle Weinsteina je George Meyer, který je scenáristou, jenž promluví a dostane padáka. Animátor zobrazený při navrhování Poochieho je režisér David Silverman. Mezi dalšími scenáristy, kteří se objevují, jsou Dan McGrath, Ian Maxtone-Graham, Donick Cary, Ron Hauge, Ned Goldreyer a Mike Scully, který musel být přidán později, protože animátoři neměli fotografii, kterou by mohli použít jako podobiznu. 
V této epizodě byla také poprvé použita hláška Komiksáka „Nejhorší. Epizoda. Vůbec.“, která byla převzata z diskuzní skupiny alt.tv.simpsons.

## Témata
V této epizodě Simpsonovi překonali Flintstoneovi v počtu vyrobených epizod animovaného seriálu. Epizoda se proto zabývá otázkou dlouhověkosti a problémy, které vznikají, když se producenti snaží udělat seriál opět „svěží“. V seriálu se řeší především témata, která jsou obecně známá jako „skok přes žraloka“, což jsou případy, které obvykle nastávají, když upadající seriál přidá novou postavu nebo zásadní dějový zvrat, aby zvýšil sledovanost. Prvním tématem je komentář k přidání nové postavy, když seriál běží příliš dlouho. Obvykle se jedná o techniku používanou v pořadech, které zahrnují děti, které už vyrostly. Tak tomu bylo v případě Olivera v seriálu The Brady Bunch a Luka Browera v seriálu Growing Pains. Tato technika se používá také v kreslených seriálech, zejména při přidání Scrappy-Doo do animovaného seriálu Scooby-Doo deset let po jeho debutu. Jak Poochie, tak Roy jsou používáni jako odraz snahy udržet The Itchy and Scratchy Show stále svěží.
Dalším tématem je představa, že vedení stanice vnucuje pořadu své nápady. Interakce mezi scenáristy a vedoucími pracovníky stanice v epizodě podtrhuje rozdíly mezi nimi. Scenáristé rozumí vnitřnímu fungování pořadu, ale vedení stanice přistupuje k vylepšování pořadu z obchodního hlediska. Snaží se do seriálu začlenit podle nich rebelskou postavu s komentářem „Tohle je u dětí populární.“, ale diváci tuto postavu později odmítnou. Samotní scenáristé jsou v epizodě satirizováni a jsou zobrazeni jako líní a domýšliví s málo originálními nápady.
Posledním tématem je divácká nechuť a posedlost vnitřní konzistencí. Když Komiksák vidí epizodu s Poochiem, okamžitě jde na internet a na diskuzní fórum napíše „Nejhorší epizoda všech dob.“; komentář k tomu, jak aktivní diváci epizodu hnidopišsky hodnotí. Bart reaguje:
- Bart: „Hele, já vím, že to nebylo nic moc, ale jakým právem si stěžuješ?“
- Komiksák: „Já vím, že to nebylo nic moc.“
- Bart: „Cože? Poskytli ti tisíce hodin zábavy zdarma. Co by ti mohli dlužit? Když už, tak ty jim něco dlužíš!“
- Komiksák: „… nejhorší epizoda všech dob.“

Na začátku epizody se Homer a June Bellamyová účastní vystoupení v obchodě v rámci propagace nové postavy Poochieho. Je jim položena otázka vnitřní konzistence, jak to fanoušci seriálu dělají neustále; Homer odpovídá fanouškovi, který otázku položil: „Proč by člověk, na jehož tričku je napsáno ‚Génius v práci‘, trávil veškerý čas sledováním dětského kresleného seriálu?“. To je opět odrazem toho, jak se scenáristé staví k fanouškům, kteří jsou posedlí vnitřní konzistencí.

## Kulturní odkazy
Původní gaučový gag ukazuje pastiš koláže obalu alba Sgt. Pepper's Lonely Hearts Club Band skupiny The Beatles z roku 1967, který byl poprvé použit na začátku sezóny v seriálu Bart po setmění. Dále epizoda odkazuje na televizní pořady, včetně syndikovaného gaučového gagu s rodinou Flintstoneových, který byl recyklován z epizody Vzhůru na prázdniny ze čtvrté sezóny, aby připomněl, že Simpsonovi překonali Flintstoneovy jako nejdéle vysílaný animovaný seriál. Roy nazývá Homera a Marge panem a paní S, což je ozvěnou Fonzieho oslovení Cunninghamových „pane a paní C“ v seriálu Happy Days. Později se rozhodne nastěhovat ke „dvěma sexy dámám“, čímž připomíná Jacka Trippera v seriálu Three's Company. Kšiltovka s obráceným kšiltem a nepadnoucí kostkovaná košile, kterou nosí Poochie nebo Roy, se velmi podobají kostýmům, které používá tematicky podobná postava seriálu Growing Pains Luke Brower. To, že se Homer schovával ve skříni, aby si poslechl, co vedení stanice plánuje udělat s Poochiem, je narážkou na to, že Jay Leno údajně odposlouchával rozhovor mezi vedením NBC o tom, zda Johnnyho Carsona na postu moderátora The Tonight Show nahradí on, nebo David Letterman.
Itchy a Scratchy vycházejí z kreslených filmů o Tomovi a Jerrym a dalších kočičích a myších pohádek. Tvůrce seriálu Matt Groening a jeho přátelé jako chlapci fantazírovali o ultrabrutálním animáku a o tom, jaká by to byla zábava pracovat na takovém pořadu. V epizodě June Bellamyová tvrdí, že poskytla zvukový efekt „Píp, píp“ v animácích Kojot Vilda a Pták Uličník; ve skutečnosti tuto větu namluvil Paul Julian. V epizodě se objevuje i její hlas, který se objevuje v seriálu.

## Přijetí
V původním americkém vysílání se epizoda umístila na 38. místě v týdenní sledovanosti v týdnu od 3. do 9. února 1997 s ratingem 8,8 podle agentury Nielsen. Byl to třetí nejlépe hodnocený pořad na stanici Fox Network v tomto týdnu. Tato epizoda se umístila na 23. místě v žebříčku 25 nejlepších epizod seriálu Simpsonovi časopisu Entertainment Weekly.
Warren Martyn a Adrian Wood, autoři knihy I Can't Believe It's a Bigger and Better Updated Unofficial Simpsons Guide, pochválili The Itchy & Scratchy & Poochie Show a označili ji za „velmi povedenou epizodu, která je stejně jako The Front dobrou parodií na kreslený byznys“. V roce 2007 ji časopis Vanity Fair označil za šestou nejlepší epizodu v historii seriálu a popsal ji jako „klasickou satiru na vliv televizních stanic, posedlé televizní fanoušky a pořady, které přežívají dlouho poté, co žralok skočil; epizoda je meta-oslavou a vyvrácením tvrzení, že kvalita Simpsonových v průběhu let klesla“.
Todd Gilchrist ji označil za mistrovské dílo a prohlásil, že „by se klidně mohla zabalit a prodávat [sama]“. Autor knihy Planet Simpson Chris Turner popisuje epizodu jako „nejkontroverznější a nejpřímější protiútok, jaký kdy Simpsonovi na své fanoušky spustili“, a „[drsnou] satiru na pracovní svět velké televizní produkce“. Robert Canning z IGN řekl, že je „vtipná až k smíchu“, a představení Roye popsal jako „zábavnou parodii na klasický, nadužívaný televizní prostředek“. Alan Sepinwall z The Star-Ledger v recenzi otištěné dva dny po původním odvysílání epizody pochválil autory za to, že na oslavu milníku předstižení Flintstoneových nevysílali „velmi speciální“ epizodu. Poznamenal, že „[epizoda] je tak sebeuvědomělá, že zahanbí i ty nejlepší vtipy v seriálu St. Elsewhere“.
BBC ji označila za jednu z deseti nejpamátnějších epizod seriálu a poznamenala, že „autoři využili příležitosti vzdát hold umění animace a ohradit se proti zásahům sítě do jejich pořadu.“ V roce 2014 autoři Simpsonových vybrali epizodu The Beagle Has Landed jako jednu z devíti nejoblíbenějších epizod Itchyho & Stratchyho všech dob. O pět let později časopis Time zařadil epizodu na druhé místo v seznamu deseti nejlepších simpsonovských epizod vybraných odborníky na Simpsonovy. Komiksákova věta „Nejhorší. Epizoda. Vůbec" byla časopisem The A.V. Club označena za citát, který by se dal použít v každodenním životě, a také za jeden z nejoblíbenějších citátů ze seriálu.